# Isla Ducie
Ducie es un atolón deshabitado en el sur del océano Pacífico, desde 1902 está incluido en el territorio británico de ultramar de las Islas Pitcairn. Está deshabitada salvo por expediciones o marinos que desembarcan. Es el atolón más oriental de la región biogeográfica del océano Indo Pacífico, poseyendo una biota pura, aunque empobrecida, de perfil polinesio. Es una de las tierras más cercanas a la Isla de Pascua (después de la isla Sala y Gómez). Es uno de los límites del polo de inaccesibilidad del Pacífico.

## Historia
El marino portugués al servicio de España Pedro Fernández de Quirós descubrió Ducie el 26 de enero de 1606, nombrándola Luna-puesta, aunque su piloto, Gaspar González de Leza la llamó Anegada. Posteriormente en los mapas españoles apareció como La Encarnación en honor al momento en que Dios Hijo se encarnó en Jesucristo, en el seno de la Virgen María. Más tarde sería redescubierta por Inglaterra en 1791 por el capitán Edward Edwards quien comandaba la Pandora mientras buscaba a los amotinados del Bounty. Ducie Island fue nombrada después por el Barón Francis Ducie, un capitán de la Marina real inglesa.
La isla fue reclamada en 1867 por Estados Unidos bajo el Acta de Islas Guaneras y el Reino Unido se anexionó la isla en 1902.
En idioma rapanui se le denomina "Motu Auala".

## Descripción

### Geografía
El atolón está localizado a 540 km (336 millas) al este de Pitcairn y a 1336 km al nornoroeste de Isla de Pascua. Tiene un área total, incluyendo la laguna, de 3.9 km² (1.5 millas cuadradas). Tiene 2,4 km (1.5 mi) de largo, noreste a sudoeste, y aproximadamente 1,6 km (una milla) de ancho. Hay 4 islotes o Motus (Idioma Rapanui:Isla) en el atolón:
1. Islote Acadia (el más grande, bordes norte y este)
2. Islote Pandora (segundo más grande, al sur)
3. Islote Edwards (inmediatamente al este del islote Pandora)
4. Islote Westward (el más pequeño, al oeste del islote Pandora)

Los islotes están hechos de escombros de coral, erizos y restos de conchas marinas. Hay una cantidad justa de cubierta de coral en la laguna, los géneros dominantes son Montipora y Astreopora.

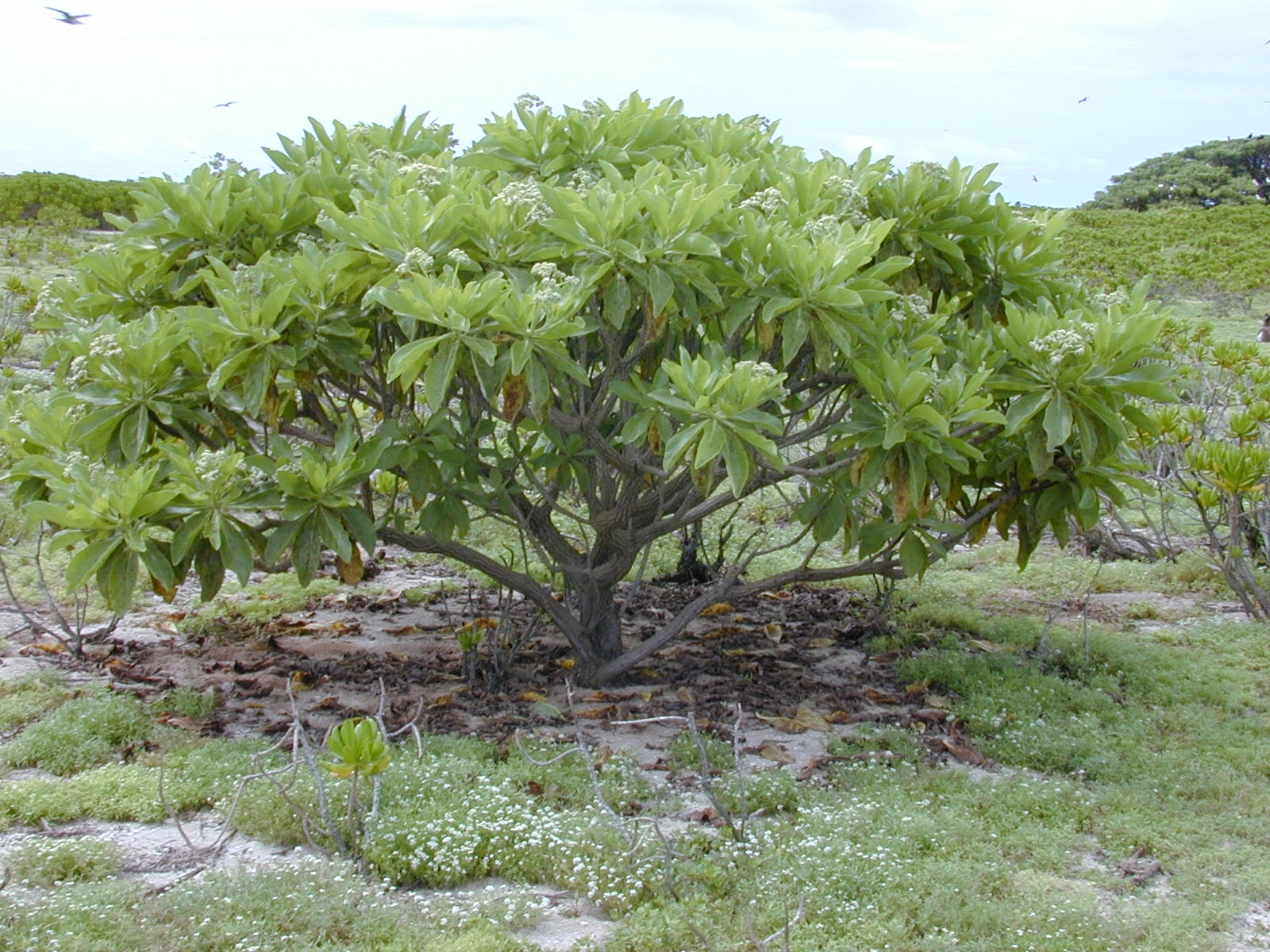
Heliotropium foertherianum.

### Flora terrestre
El área de tierra es de 0,7 km² (aproximadamente 170 acres). La elevación máxima es de 4 m s. n. m. (13 pies). El 70 % de la tierra está cubierta con Tournefortia argentea (un árbol frecuente en las islas del océano Pacífico), el cual crece hasta una altura de 6 m (20 pies). La otra especie de planta fue reportada en 1971 pero no en 1987. La playa está parcialmente cubierta por el heliotropo de playa.

### Playa
La playa está contaminada con basura que ha llegado flotando, principalmente boyas

### Laguna
La laguna es profunda y es notoria por sus peces venenosos, otros peces tropicales y tiburones.
El piso de laguna consiste en arena fina blanca. El filón externo tiene la cubierta de coral buena, con la cubierta muy alta (casi el 50 %) registrado en lo profundo. Los corales son de los géneros Acropora y Montipora como dominantes.

### Fauna significativa
El atolón es particularmente importante para cría de poblaciones de grandes de aves marinas. La isla sostiene probablemente la colonia de cría más grande del mundo de los petreles de Murphy (Pterodroma ultima), con alrededor de 250 000 parejas (más del 90 % de los ejemplares del mundo de esta especie), así como aproximadamente 20 000 pares de petreles Kermadec (P. neglecta) y 20 000 parejas de petreles de Heraldo (P. heraldica). Las tres especies se pueden beneficiar de la erradicación de las ratas del Pacífico en 1997. También es posible que puedan comenzar a anidar de nuevo los petreles de Henderson en Ducie.
Otras aves marinas de cría incluyen la pardela de Pascua (Puffinus nativitatis), Cola roja (Phaethon rubricauda), el Pampero de Murphy, bobos (Sula spp.), fragatas, gaviotín apizarrado (Sterna fuscata), gaviotín de San Félix (Anous stolidus), Procelsterna cerulea y charrán de hadas (Gygis alba). Sen descrito tres especies de pájaros de playas migratorios:
el playero Gris (Heteroscelus incanus), el zarapito de cerda o zarapito del Pacífico (Numenius tahitiensis) y playerito blanco (Calidris alba), pero en cantidades generalmente bajas (menos de 20). No hay ningún pájaro de tierra. Se han registrado dos especies de cangrejo ermitaño de tierra (Coenobita spp.).

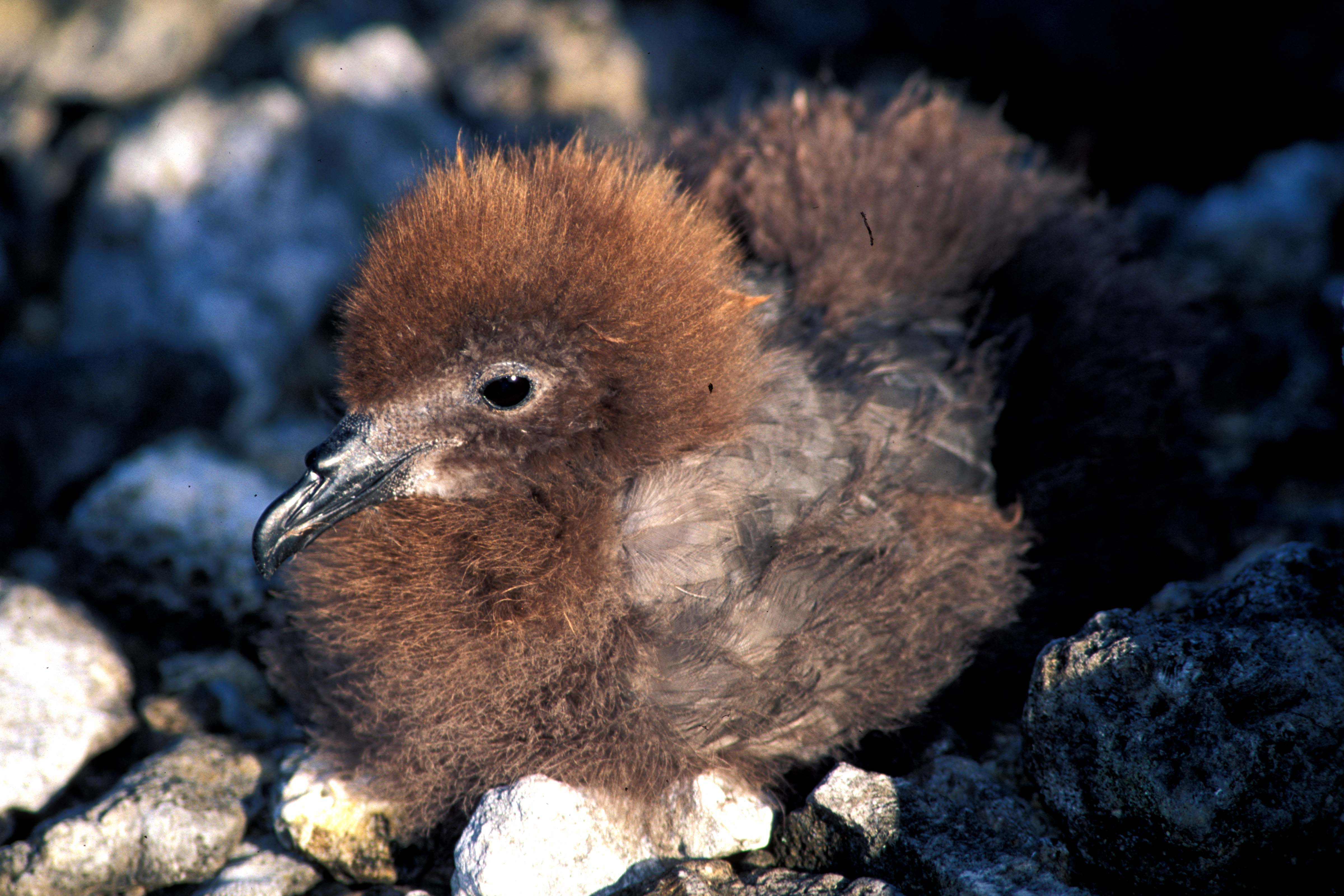
Pterodroma ultima
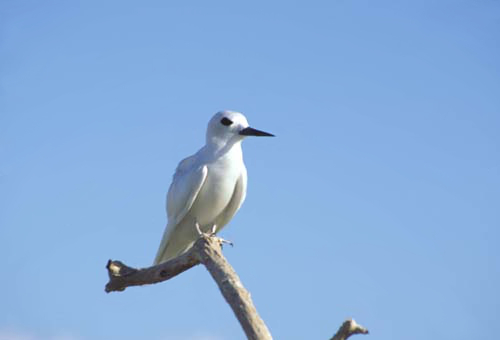
Charrancito australiano
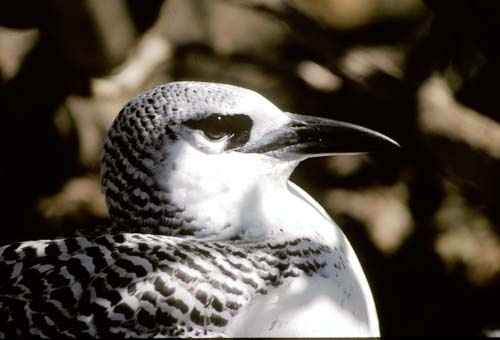
Ave del trópico de cola roja o rabijunco colirrojo
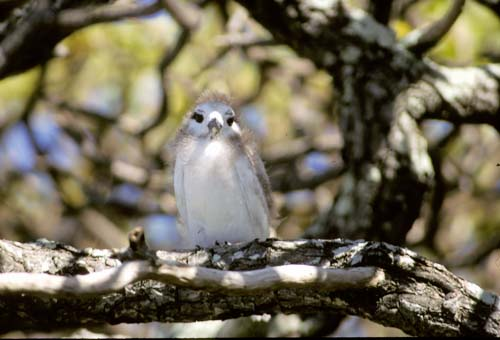
Charrán blanco

Sin embargo, la extrema lejanía de Ducie, probablemente se opone a cualquier control de la recuperación de la población.

#### Fauna ictiológica
Es pobre; Rehder y Randall (1975) solo han encontrado 138 especies, con 15 de estas limitadas a Oceanía del sudeste. Sin embargo, la isla tiene una reputación por su población de tiburones grande. Los insectos, crustáceos, equinodermos y corales fueron catalogados por Rehder y Randall.
La Laguna se caracteriza por sus peces venenosos y tiburones peligrosos.
Otros presentes son el mero de cola con borde amarillo, mero punta negra, y los mero grasiento que son conocidos por producir envenenamiento ciguatera. El atolón también es poblado por tiburón de las Galápagos y por tiburón de arrecife de punta blanca. Los tiburones de Galápagos son peligrosos para los humanos mientras los de punta blanca son agresivos solo si se los provoca. Cinco especies se encuentran en las Islas Pitcairn.
Sargocentron megalops (una especie de candil), el pez mariposa espinudo, el triptigérido de Henderson (una especie de Tripterygiidae), una especie innominada de Alticus (genus de blénidos) y una especia innominada de Ammodytes (genus de lanza de arena).

#### Fauna terrestre
Las ratas polinesias (Rattus exulans) estuvieron presentes hasta 1997, pero al parecer causaban poca depredación sobre aves marinas que anidan. Llegaron con barcos polinesios que estuvieron en los islotes. La rata Pacífica (Rattus exulans) fue erradicada de la isla Ducie en 1997, en un programa emprendido por la Wildlife Management International Ltd (conducido por Brian Bell). El método usado era la difusión a mano de brodifacoum (20 ppm).

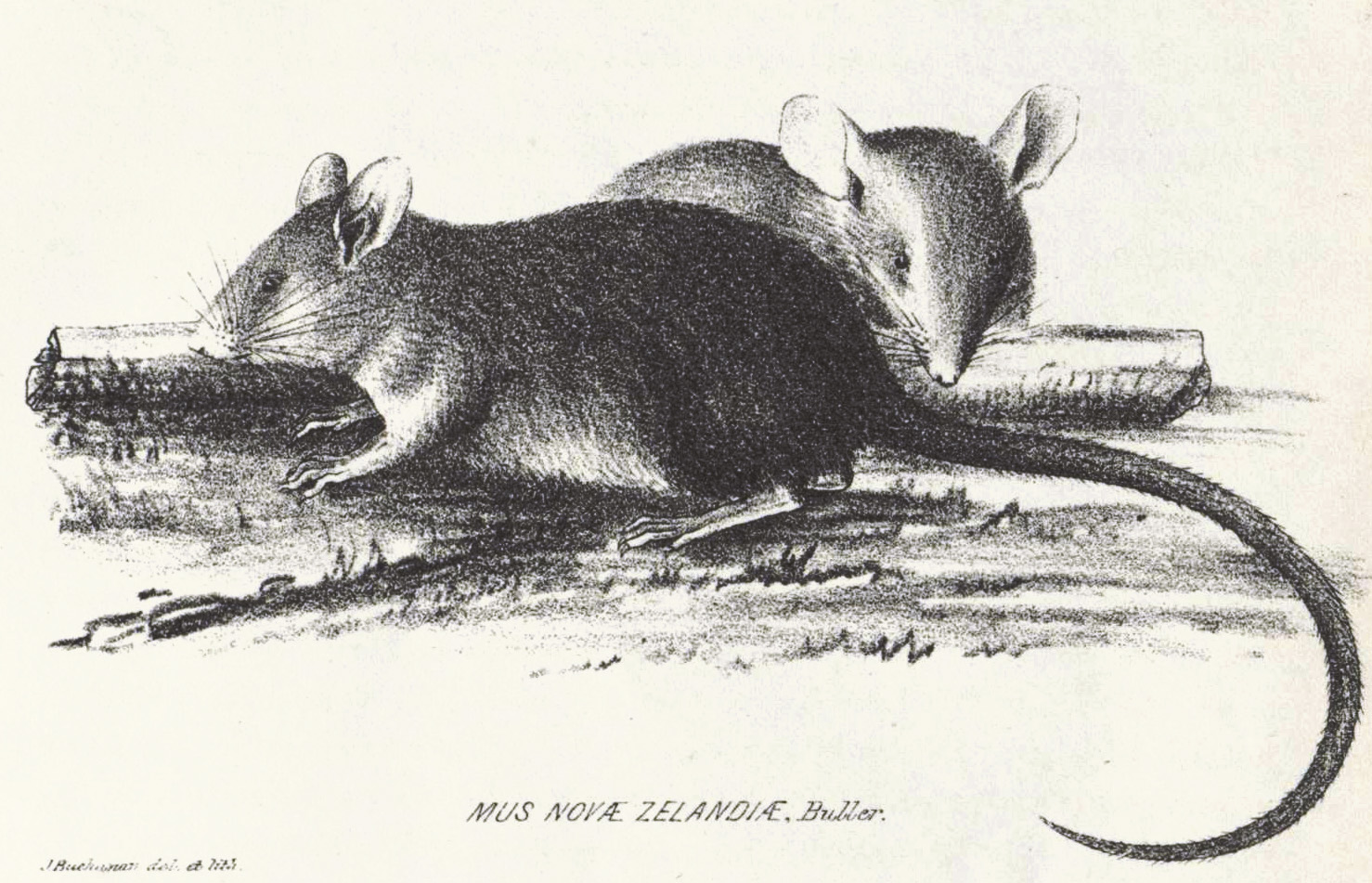
Rata polinésica presente en la isla Ducie

### Islote Acadia
El islote Acadia es llamado así por un pecio de un barco de vela de cuatro mástiles con un motor de vapor que llevaba grano de maíz de San Francisco a Irlanda. Debido a la navegación defectuosa encallaron en la isla de improviso durante la noche y se hundieron allí a fines del siglo XIX. Una de las anclas de este barco fue quitada en 1999 y llevada a la Isla de Pitcairn.

## Propiedad y conservación
La Tenencia de tierra es estatal ya que son tierra de la Corona británica.
No hay medidas de conservación tomadas. La protección considerable que ha tenido ha sido por la lejanía de esta isla. Se propuso catalogar a Ducie como "Isla para la Ciencia " en 1969 (Elliot, 1973). Hepburn et al. (1992) recomendó que el atolón entero sea designado como un Sitio de Ramsar.
Las tripulaciones de barcos de pesca que pasan de vez en cuando, cazan aves marinas y cosechan sus huevos.
En 1970, existieron denuncias de una mortalidad reciente de masas coralinas, postulándose como causa un aumento de la temperatura del agua. Podría haber existido recuperación hacia 1987 (UNEP/IUCN, 1998).

### Turismo
El atolón es visitado muy raras veces (menos de cinco veces por año) por yates y barcos de crucero, pero debido a la dificultad para desembarcar, muy pocas personas ponen pie en las islas.

### Expediciones
La isla fue visitada por la Expedición del Mar del Sur de Whitney en 1922, en 1970-71 por la Expedición del Sudeste Oceanía del Instituto Nacional Geográfico y de la Sociedad Oceánica, y por la Operación Raleigh en 1987. Los científicos de la Isla de Pitcairn, pertenecientes a la Expedición Científica (basado en Henderson) visitaron la isla en intervalos aproximadamente trimestrales durante 1991.

### Radioaficionados
Para los propósitos de radio aficionados, Ducie es el país DXCC el 16 de noviembre de 2001 y la primera expedición fue conducida por Kan Mizoguchi, JA1BK, en marzo de 2002 usando la señal VP6DI.
En el 2003, radio operadores amateur canadienses contaron una DX-pedition en la isla Ducie usando la señal de llamada VP6DIA.
En febrero de 2008, un grupo internacional de radioaficioandos amateurs visitaron Ducie para una DXpedition usando la señal VP6DX. Hicieron 183 686 contactos, estableciendo un nuevo récord para DXpeditions. Uno de los participantes del evento fue Tõnno Vähk, un banquero además de propietario de Gild Bankers.